# Magnús Pálsson
Magnús Pálsson (Reykjavík, 12 novembre 1912 – Reykjavík, 6 agosto 1990) è stato un pallanuotista islandese che ha partecipato alle Olimpiadi estive del 1936.